# Luis Valdez Villacorta
Luis Valdez Villacorta (Pampa Hermosa, Loreto, 24 de agosto de 1938) también conocido como Lucho Valdez, es un empresario y político peruano.

## Biografía
Luis Valdez Villacorta no acabó sus estudios formales, pero se inició muy joven en los negocios vinculados al comercio de productos amazónicos.
En 1960 Funda Exportadora Perú, orientada a la comercialización de pieles, cueros y animales vivos. También fundó una empresa textil e incursionó en la comercialización de madera,
En la década de 1970 sus empresas controlan el 12% del valor total de las importaciones de la región Loreto. Establece en Pucallpa la empresa Ensambladora Amazónica S.A., una planta para armar motocicletas Suzuki, que le permite competir con la marca Honda en la región.
En 1974 se enfocó en la producción de triplay, láminas de madera y de tableros alistonados para el mercado nacional e internacional. En 1978 establece una factoría flotante para la producción de triplay. Además, mediante la producción combinada de sus empresas madereras llegaron a controlar cerca del 25% de las exportaciones de madera de la región.
También incursionó en la producción de parqué interior y exterior. Hasta hace pocos años, sus empresas transformadoras y laminadoras de madera se encontraban entre las 10 primeras exportadoras de la amazonia peruana. Juntas se ubican en el 2º puesto del ranking de ADEX. Hasta 2008 las empresas Industrial Ucayali SAC y Triplay y Enchapes SAC generaban más del 50% del triplay y las planchas de madera que salían del país. Los productos originados en las empresas de Valdez, han tenido hasta el año pasado, una participación de más del 70% en el mercado nacional.
El año 2005 fundó Cervecería Amazónica, que produce las marcas de cerveza Iquiteña y Ucayalina, líderes de sus respectivos mercados.
Ingresó a la política en el 2002 y fue elegido dos veces alcalde de Pucallpa, con la votación más elevada registrada en la circunscripción de Coronel Portillo.

## Controversias
Valdez fue investigado por estar presuntamente involucrado en tráfico de drogas. Fue detenido en 2008 por el presunto delito de lavado de activos. Fue recluido en Lima entre 2008 y 2010 y puesto en arresto domiciliario hasta 2012 y tras 10 años de investigaciones, fue absuelto en 2019.
El 17 de julio de 2014, la corte suprema absolvió a Luis Valdez Villacorta de responsabilidad en la muerte de Alberto Rivera.